# The Best of Depeche Mode, Volume 1
The Best of Depeche Mode, Volume 1 è l'undicesima raccolta del gruppo musicale britannico Depeche Mode, pubblicata il 13 novembre 2006 dalla Mute Records.

## Descrizione
Il disco è stato realizzato per celebrare i 25 anni di carriera del gruppo e contiene i primi successi come Just Can't Get Enough e New Life fino a quelli usciti nel periodo più recente come Precious. Vi è anche un inedito, Martyr, uno dei brani canzoni scartati dalla lista tracce finale del loro album Playing the Angel del 2005 e scelto come unico singolo atto a promuovere la raccolta.
L'album è stato distribuito in edizione standard e speciale, quest'ultima comprensiva di un DVD bonus chiamato The Best of Videos, Volume 1 e contenente 23 videoclip della band, oltre a un documentario sulla raccolta.

## Tracce
1. Personal Jesus (Violator, 1990)
2. Just Can't Get Enough (Speak & Spell, 1981)
3. Everything Counts (Construction Time Again, 1983)
4. Enjoy the Silence (Violator, 1990)
5. Shake the Disease (The Singles 81>85, 1985)
6. See You (A Broken Frame, 1982)
7. It's No Good (Ultra, 1997)
8. Strangelove (Music for the Masses, 1987)
9. Suffer Well (Playing the Angel, 2005)
10. Dream On (Exciter, 2001)
11. People Are People (Some Great Reward, 1984)
12. Martyr (inedito, 2006)
13. Walking in My Shoes (Songs of Faith and Devotion, 1993)
14. I Feel You (Songs of Faith and Devotion, 1993)
15. Precious (Playing the Angel, 2005)
16. Master and Servant (Some Great Reward, 1984)
17. New Life (Speak and Spell, 1981)
18. Never Let Me Down Again (Music for the Masses, 1987)

The Best of Depeche Mode Videos, Volume 1 – DVD bonus nell'edizione speciale
- Video Musicali

1. Just Can't Get Enough (Regia di Clive Richardson)
2. Everything Counts (Regia di Clive Richardson)
3. People Are People (Regia di Clive Richardson)
4. Master and Servant (Regia di Clive Richardson)
5. Shake the Disease (Regia di Peter Care)
6. Stripped (Regia di Peter Care)
7. A Question of Time (Regia di Anton Corbijn)
8. Strangelove (Regia di Anton Corbijn)
9. Never Let Me Down Again (Regia di Anton Corbijn)
10. Behind the Wheel (Regia di Anton Corbijn)
11. Personal Jesus (Regia di Anton Corbijn)
12. Enjoy the Silence (Regia di Anton Corbijn)
13. I Feel You (Regia di Anton Corbijn)
14. Walking in My Shoes (Regia di Anton Corbijn)
15. In Your Room (Regia di Anton Corbijn)
16. Barrel of a Gun (Regia di Anton Corbijn)
17. It's No Good (Regia di Anton Corbijn)
18. Only When I Lose Myself (Regia di Brian Griffin)
19. Dream On (Regia di Stéphane Sednaoui)
20. I Feel Loved (Regia di John Hillcoat)
21. Enjoy the Silence (remix 2004) (Regia di Uwe Flade)
22. Precious (Regia di Uwe Flade)
23. Suffer Well (Regia di Anton Corbijn)

- Documentario su The Best of Depeche Mode, Vol 1

## Formazione
- Dave Gahan - strumentazione, voce principale, produzione
- Martin Gore - strumentazione, voce, produzione
- Andrew Fletcher - strumentazione, voce
- Vince Clarke - strumentazione, produzione e voce (Just Can't Get Enough e New Life)
- Alan Wilder - strumentazione, produzione e voce (eccetto Just Can't Get Enough e New Life)

## Classifiche
| Classifica (2006)              | Posizione massima |
| ------------------------------ | ----------------- |
| Austria                        | 9                 |
| Belgio (Fiandre)               | 8                 |
| Belgio (Vallonia)              | 5                 |
| Danimarca                      | 12                |
| Europa                         | 2                 |
| Finlandia                      | 15                |
| Francia                        | 2                 |
| Germania                       | 1                 |
| Grecia                         | 7                 |
| Italia                         | 5                 |
| Norvegia                       | 14                |
| Paesi Bassi                    | 40                |
| Polonia                        | 14                |
| Portogallo                     | 10                |
| Regno Unito                    | 18                |
| Spagna                         | 14                |
| Stati Uniti                    | 148               |
| Stati Uniti (dance/electronic) | 2                 |
| Svezia                         | 13                |
| Svizzera                       | 3                 |
| Ungheria                       | 5                 |